# Curib
Curib (in russo Цуриб?; in lingua avara: Цӏуриб) è un villaggio della Russia situato nel Daghestan. Appartiene al rajon Čarodinskij di cui è il centro amministrativo.
Il villaggio si trova sul fiume Karakojsu (affluente dell'Andijskoe Kojsu), 182 km a sud-ovest della città di Machačkala.